# Macquartia viridana
Macquartia viridana är en tvåvingeart som beskrevs av Robineau-desvoidy 1863. Macquartia viridana ingår i släktet Macquartia och familjen parasitflugor. Inga underarter finns listade i Catalogue of Life.